# Jaime II de Avesnes
Jaime II de Avesnes (em francês:  Jacques d'Avesnes; (m. c. 1205) foi um cavaleiro da Quarta Cruzada, provavelmente filho de Jaime de Avesnes de Hainaut, um dos protagonistas da Terceira Cruzada.
Depois da conquista de Constantinopla, Jaime foi um dos seguidores de Bonifácio de Monferrato, recém-empossado rei de Tessalônica. Como parte das forças de Bonifácio na Grécia, lutou contra Leão Esguro, um monarca grego local que se declarou independente. Jaime recebeu de Bonifácio na primavera de 1205 a ilha da Eubeia (a Triarquia de Negroponte) como feudo. Ele morreu por volta desta época e a Eubeia foi dividida em três feudos por Bonifácio.